# ميخائيل هاينز
ميخائيل هاينز (بالإنجليزية: Michael Hines)‏ هو مخرج بريطاني، ولد في القرن العشرين.

## وصلات خارجية
- ميخائيل هاينز على موقع IMDb (الإنجليزية)